# Alcalatén
El Alcalatén (en valenciano y oficialmente l'Alcalatén) es una comarca de la Comunidad Valenciana (España) situada en el interior de la provincia de Castellón. El municipio más poblado y su capital es Alcora.

## Municipios
Datos de población según el padrón INE a 1 de enero de 2024.
| Municipio      | Nombre oficial         | Población (2024) | Superficie | Densidad |
| -------------- | ---------------------- | ---------------- | ---------- | -------- |
| Alcora         | l’Alcora               | 10 581           | 94,90      | 110,30   |
| Lucena del Cid | Llucena/Lucena del Cid | 1420             | 137,04     | 9,66     |
| Useras         | les Useres/Useras      | 961              | 80,70      | 11,75    |
| Costur         | Costur                 | 535              | 21,90      | 24,10    |
| Figueroles     | Figueroles             | 518              | 12,10      | 42,80    |
| Chodos         | Xodos                  | 116              | 44,30      | 2,70     |
| Total          | Total                  | 14131            | 390,94     | 36,14    |

## Etimología
El nombre de la comarca proviene del árabe y significa "los dos castillos". Uno de estos dos castillos, es sin duda, el castillo de Alcalatén (unos cuantos quilómetros arriba de Alcora en dirección Teruel). El otro castillo puede ser probablemente el de Lucena (pero aún no se sabe con plena seguridad).

## Geografía
La comarca limita por el norte con al Alto Maestrazgo y la provincia de Teruel, al este con la Plana Alta, al sur con la Plana Baja, y al oeste con el Alto Mijares y la provincia de Teruel.
Gran parte de la fisonomía de esta comarca está caracterizada por las paredes orientales del sistema Ibérico.

### Orografía
En este espacio tan abrupto, el descenso de ríos y barrancos ha excavado en los materiales secundarios (cretácicos y jurásicos principalmente), estrechos y profundos valles por donde entre ásperas montañas y cimas rocosas, la rambla de la Viuda (afluente del río Mijares), dibuja un amplio valle que recorre la comarca ya en la parte oriental de la misma.
El río Lucena, (el más importante de la comarca), nace en el término de Chodos, y aunque también encontramos al río Monleón, ambos vierten sus aguas en la rambla de la Viuda.

### Vegetación
En el interior montañoso abunda el pino y la sabina, con numerosas especies de aves rapaces y en menor medida cabras salvajes.
Los incendios forestales (producto del abandono masivo de la actividad agraria), han mermado considerablemente la vegetación mediterránea de la comarca (pinos y carrascas).

## Economía
El valle del río Lucena constituye el eje geográfico de la comarca y su centro tanto económico como demográfico, donde las localidades de Alcora, Figueroles, y Lucena del Cid, desarrollan una industria cerámica que prácticamente monopoliza la economía de la comarca.
En los llanos que hay entre las sierras se conrea una agricultura de secano: cereales, algarrobas, olivas, almendra y algunos frutos. La ganadería tiene cierta importancia.

## Lenguas
Los municipios de El Alcalatén se encuentran situados dentro del ámbito lingüístico valenciano-hablante según la Ley de uso y enseñanza del valenciano.

## Historia
La conquista y posterior repoblación aragonesa del siglo XIII constituyen el inicio de El Alcalatén actual.
La tenencia de El Alcalatén, en cuanto señorío feudal, nace inmediatamente después de la conquista cristiana debido a la donación efectuada el 24 de julio de 1233, por Jaime I de Aragón a Pedro Ximén de Urrea, (noble aragonés compañero del rey en la conquista del territorio valenciano). Esta donación comprendía tanto el castillo de Alcalatén, como todos los territorios y poblaciones que integraban esta demarcación en la época musulmana (los Urrea pasaron a convertirse en propietarios de uno de los señoríos valencianos más extensos de la época). Ya en 1798, la comarca pasa a ser propiedad de los duques de Híjar hasta 1837, año en que el feudalismo queda abolido. 
Por su parte, las villas de Vistabella, Adzaneta, y Benafigos, fueron donadas a otro noble aragonés (Blasco de Alagón).

### Delimitaciones históricas
Hasta el año 2023 pertenecieron a esta comarca los municipios de Adzaneta, Benafigos, y Vistabella del Maestrazgo cuando pasaron a formar parte del Alto Maestrazgo. Así el Alcalatén volvió a circunscribirse a sus límites históricos de la Tenencia de El Alcalatén y a la comarcalización promovida por Emili Beüt en "Comarques naturals del Regne de València" publicado en el año 1934.